# Ziggy Marley
David Nesta „Ziggy“ Marley  (* 17. října 1968) je jamajský muzikant a leader skupiny Ziggy Marley and the Melody Makers, je nejstarší ze 13 synů Boba Marleyho. Povedlo se mu 4krát získat cenu Grammy.

## Kariéra
V roce 1979, Ziggy se svými sourozenci Cedella, Stephen a Sharon nahráli svoji 1. nahrávku se svým otcem Bobem Marleym, „Children Playing in the Streets“. Toto složení začalo být známo jako Ziggy Marley and Melody Makers. Jejich debutové album Play the Game Right bylo velmi orientované do popu, což se moc nelíbilo jamajským kritikům, ale pozdější alba (Conscious Party, One Bright Day, Jahmekya) byla velice úspěšná. Po roce 1993, kdy vyšla deska Joy and Blues, začal prodej desek klesat.
Ziggy začal být politicky aktivní a spolupracoval s organizací Spojených národů. Později vytvořil spolu se svými sourozenci Stephenem, Julian a Damianem nahrávací společnost Ghetto Youths Crew, vytvořením této společnosti začíná sólová kariéra Ziggyho a 15. dubna 2003 vydal desku Dragonfly. Jeho druhá sólová deska Love Is My Religion (tato deska dostala Grammy za nejlepší reggae album, což bylo 4. ocenění Grammy Ziggyho co dostal), kterou vydala nahrávací společnost Tuff Gong Worldwide u které nahrál i album Family Time, kterou věnoval svým šesti dětem (Daniel Marley, Camille Marley, Zuri Marley, Judah Victoria, Gideon Robert Nesta a Abraham Selassie Robert Nesta).

## Diskografie

### Melody Makers
- Play the Game Right (1985)
- Children Playing (1986) (unreleased)
- Hey World! (1986)
- Time Has Come: The Best Of Ziggy Marley and the Melody Makers (1988)
- Conscious Party (1988)
- One Bright Day (1989)
- Jahmekya (1991)
- Joy and Blues (1993)
- Free Like We Want 2 B (1995)
- The Best Of (1988–1993) (1997)
- Fallen Is Babylon (1997)
- Spirit Of Music (1999)
- Live Vol. 1 (2000)
- The Best of Ziggy Marley and the Melody Makers (2008)

### Sólová alba
- Dragonfly (2003)
- Love Is My Religion (2006, vyhrálo Grammy)
- Family Time (2009)
- Wild and Free (2011)
- Fly Rasta (2014)